# Dammheim
Dammheim is een plaats in de Duitse gemeente Landau in der Pfalz, deelstaat Rijnland-Palts, en telt 1000 inwoners (2004).